# John Fogerty
John Cameron Fogerty, född 28 maj 1945 i Berkeley, Kalifornien, är en amerikansk sångare, gitarrist, låtskrivare och musikproducent. Han är mest känd från sin tid som frontfigur och sångare i rockbandet Creedence Clearwater Revival. Efter att gruppen splittrats fortsatte han med en solokarriär.

## Biografi

### Uppväxt, tidig karriär
John Fogerty växte upp i El Cerrito, en förort till San Francisco, Kalifornien, USA i en familj med fem bröder och en skild mor. Inspirerad av blues, rhythm and blues och rock'n'roll och uppmuntrad av sin musikaliska mor lärde sig han och hans äldre bror Tom Fogerty att spela gitarr. John Fogerty bildade 1959 bandet The Blue Velvets tillsammans med Doug Clifford (trummor) och Stu Cook (piano och senare elbas). Bandet spelade huvudsakligen coverlåtar av instrumentala artister som Duane Eddy, Johnny and the Hurricanes och The Ventures på lokala danser och fester.
När hans bror Tom Fogerty anslutit sig som sångare och gitarrist, bytte gruppen namn till Tommy Fogerty and The Blue Velvets. De fick i mitten av 1960-talet kontrakt med skivbolaget Fantasy Records som vid tiden för british invasion-eran ändrade bandets namn till det mer brittiskt klingande The Golliwogs. De gav ut sju singlar som inte blev några publikframgångar.

### Creedence Clearwater Revival
År 1968 började framgångarna när bandet, nu omdöpt till Creedence Clearwater Revival, fick sin första hitsingel med Suzie Q., en cover av en rockabillylåt av Dale Hawkins. Med John Fogerty som sångare, sologitarrist, sångskrivare och producent följde nu tre produktiva och framgångsrika år för gruppen. De gav under denna period ut sex storsäljande album och spelade bland annat på Woodstockfestivalen 1969.
Hitsinglar som hamnade på top-10 listorna runt om i världen under denna period var "Proud Mary", "Green River", "Bad Moon Rising", "Fortunate Son", "Down on the Corner", "Up Around the Bend", "Travelin' Band", "Lookin' out My Back Door" och "Who'll Stop the Rain", samtliga skrivna av John. Gruppens musik med rötter i traditionell rock'n'roll, rhythm and blues och country karakteriserades av John Fogertys kraftfulla sång och effektiva gitarr-riff och kategoriseras ibland som swamp rock (sv. ung. Träskrock).
De övriga medlemmarna i bandet var dock missnöjda med Fogertys dominerande ställning och ville ha mer inflytande i bandet. Detta ledde till att Tom Fogerty lämnade bandet 1971. John Fogerty krävde då att alla bandmedlemmar skulle ha lika stor andel i låtskrivande och sång på albumet Mardi Gras 1972. Albumet blev enligt flertalet musikkritiker inte speciellt lyckat, och det blev även gruppens sista album. Fogerty köpte sig fri från sitt kontrakt och lämnade officiellt gruppen i oktober 1972.
Fogertys gitarrspel med Creedence Clearwater Revival ledde till att musiktidskriften Rolling Stone rankade honom som den 40:e största gitarristen genom tiderna.

### Solokarriär

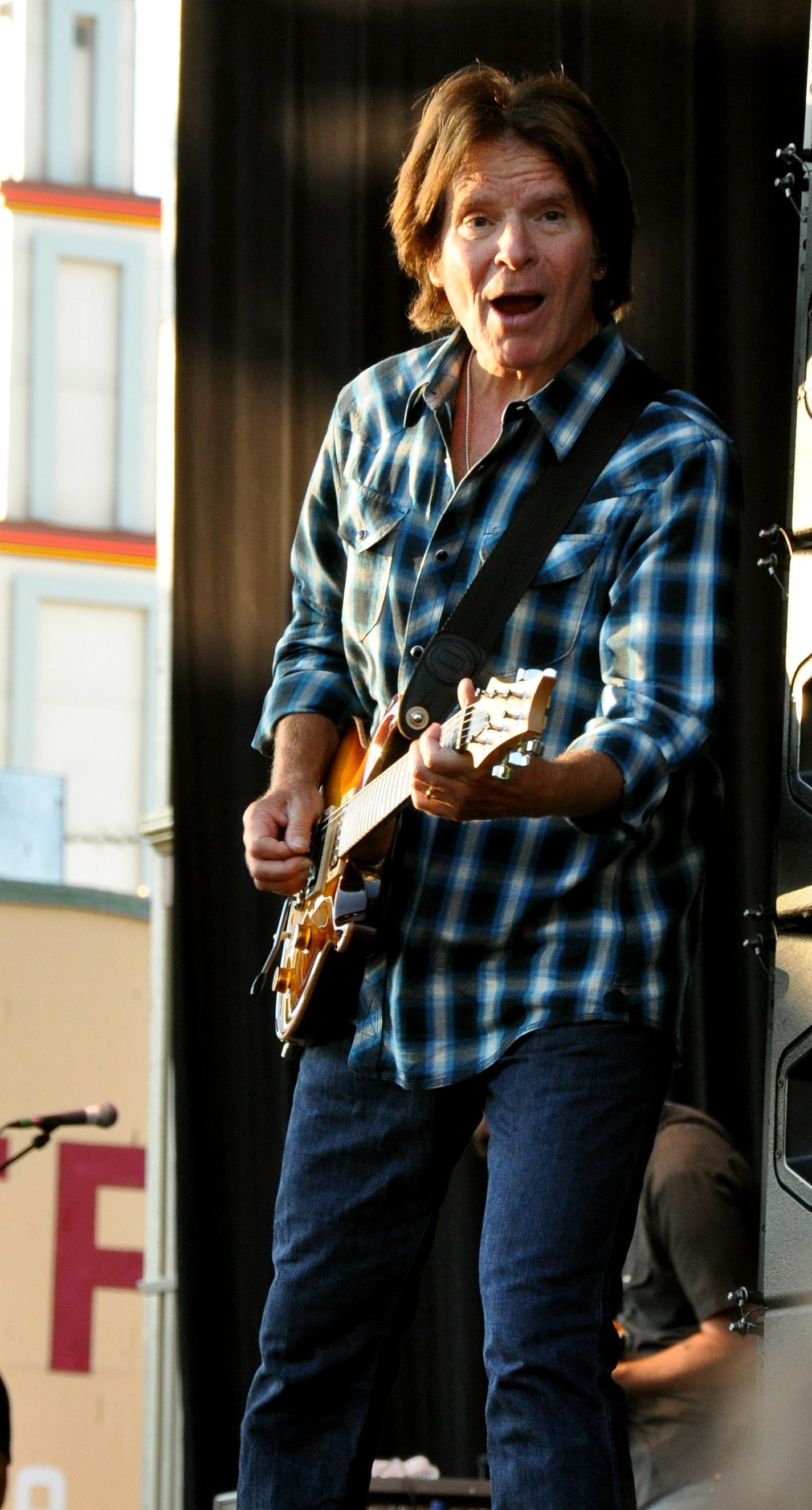
John Fogerty på Gröna Lund 2010.

John Fogerty började sin solokarriär 1973 med att ge ut ett album under namnet The Blue Ridge Rangers på vilket han själv spelade alla instrument. Albumet bestod av coverversioner av countrylåtar. På grund av missnöje med Fantasy Records ville han lämna skivbolaget. För att göra detta och fortsätta kunna ge ut musik tvingades han att överlämna royalty-rättigheterna till de låtar han skrivit för Creedence Clearwater Revival. Hans nya skivbolag Asylum Records skall enligt uppgifter dessutom ha betalat omkring en miljon dollar för att lösa kontraktet med Fantasy Records.
Hans nästa album John Fogerty från 1975 innehöll flera nyskrivna låtar. Albumet sålde inte så bra, men en cover av hans låt "Rockin' All Over The World" blev senare en stor hit för Status Quo, och låten "Almost Saturday Night" blev en mindre hit för Dave Edmunds i Storbritannien och Sverige. 
Ytterligare rättstvister fördröjde ett uppföljande album. Han spelade in albumet Hoodoo 1976 som aldrig släpptes eftersom John och Asylum Records enades om att det inte höll hans vanliga standard. Detta anses kan ha berott på att han var alltför involverad i rättsprocesserna rörande hans tidigare karriär. På grund av alla rättsliga konflikter distanserade han sig sedan under flera år från musikscenen och tillbringade istället den mesta tiden i sin egen inspelningsstudio. 
Det dröjde till 1984 innan hans nästa album Centerfield kom ut, med vilket han slog igenom som soloartist. Albumet blev etta på listorna i flera länder, och låten "The Old Man Down The Road" blev en hitsingel. Detta album var inte utan rättsliga problem det heller. Två låtar, "Zanz Can't Dance" och "Mr. Greed", kunde ses som attacker på Fogertys förre skivbolagsmanager på Fantasy Records, Saul Zaentz. När Zaentz svarade med en stämning ändrade Fogerty namnet på låten "Zanz Can't Dance" till "Vanz Can't Dance". En annan rättstvist rörde låten "The Old Man Down The Road" som påstods ha samma refräng som "Run Through the Jungle", en låt som Fogerty skrivit när han var medlem i Creedence Clearwater Revival. Fogerty vann rättstvisten genom att i rätten på gitarr spela delar av de två låtarna. Han gav då exempel på att många låtskrivare (inklusive han själv) har en distinkt stil som kan göra att två helt olika kompositioner kan låta likartade för ouppmärksamma lyssnare.
Det efterföljande albumet Eye of the Zombie från 1986, på vilket han baserade musiken till några låtar på synthesizers, blev inte lika framgångsrikt som Centerfield.
Den 4 juli 1987 gav Fogerty en konsert i Washington D.C. till stöd för vietnamveteraner där han för första gången sedan 1970-talet offentligt spelade sina egna låtar från Creedence-perioden vid en konsert. Fogerty har berättat hur han under en av hans många resor till Mississippi kom till insikt om att det var rätt att spela sina gamla låtar från Creedence-perioden. Han stod framför den plats där blueslegenden Robert Johnson sägs vara begravd, och efter att ha funderat över vem som ägde rättigheterna till Robert Johnsons musik kom han till insikten att det inte hade någon egentlig betydelse:
Jag kan bara hans låtar, och allt som nu återstår av Robert Johnson är hans musik. ... Jag insåg att Roberts sånger tillhör Robert och mina är mina, och hur det än står till med allt annat, så är det viktigaste att jag sjunger mina sånger.
1994 blev Creedence Clearwater Revival invalda i Rock and Roll Hall of Fame. Vid invigningsceremonin vägrade John Fogerty att spela med sina tidigare bandmedlemmar eftersom de gått samman med Fantasy Records under hans tvister med skivbolaget.
Han gav inte ut något nytt album förrän 1997 då han släppte Blue Moon Swamp som både blev kritikerrosat och en försäljningsframgång. I en intervju i svensk television berättade Fogerty att han arbetat de senaste tio åren med att skriva material för detta album. Han genomförde därefter en framgångsrik turné i USA, Skandinavien och Australien som resulterade i livealbumet Premonition och en konsertfilm med samma namn.

### Senare karriär

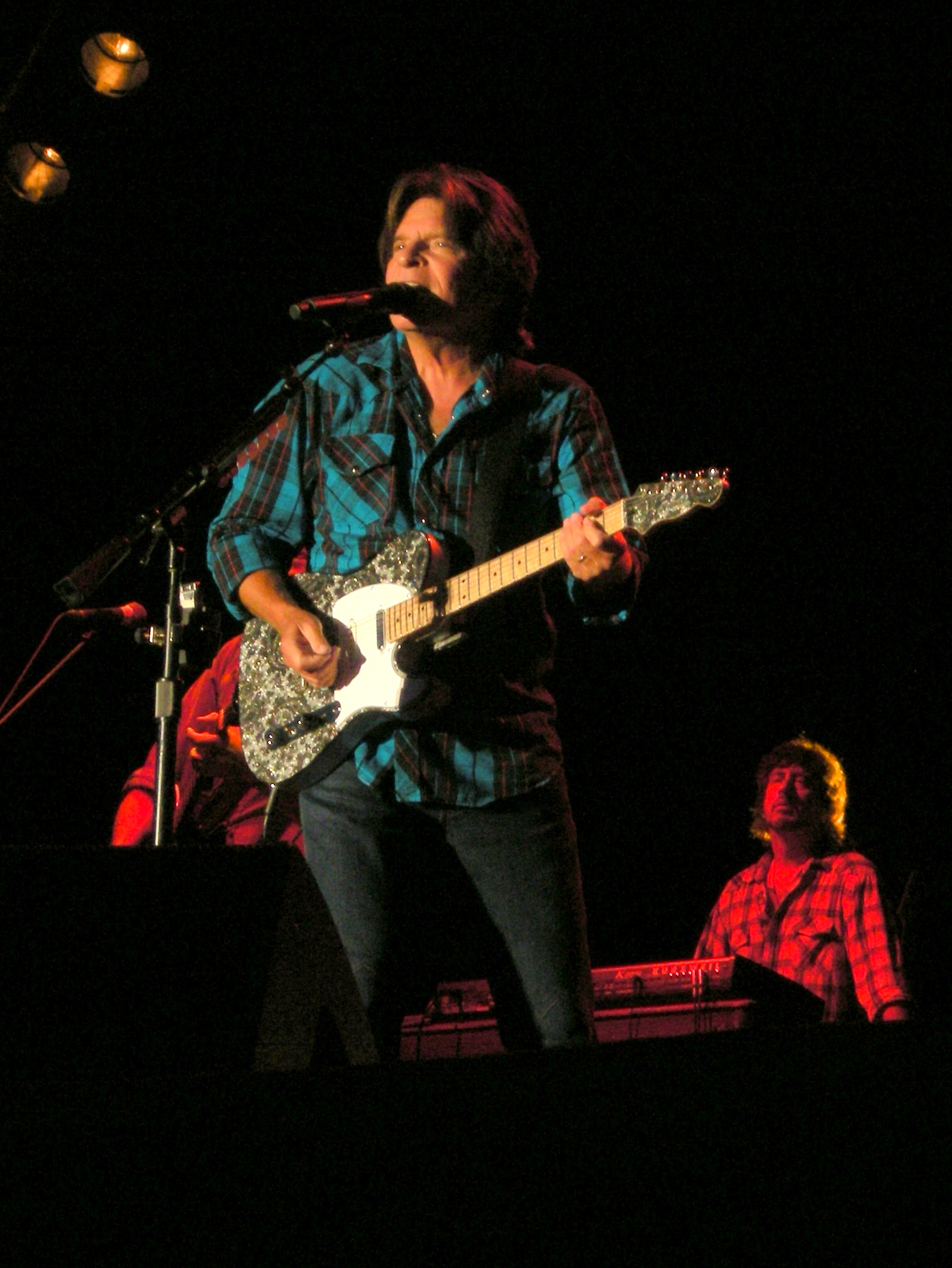
John Fogerty på Peace and Love, Borlänge, 2010.

I början av 2000-talet ägnade Fogerty tid åt sin familj och åt låtskrivande. År 2004 utgav Fogerty albumet Deja Vu All Over Again. I texten till albumets titelspår går det att finna en koppling mellan vietnamkriget och irakkriget, något som Fogerty visualiserade med en video som visade krigsdokumentärscener och soldatgravar under framförandet av låten under hans konserter.
Under oktober 2004 uppträdde han på den politiska Vote for Change-turnén tillsammans med Bruce Springsteen, Dixie Chicks, R.E.M. och andra musiker. Konserterna hölls i stater som utgjorde tungan på vågen i det kommande presidentvalet i USA, och var organiserade av MoveOn.org i syfte att uppmana människor att rösta för John Kerry och mot George W. Bush. Fogerty spelade sina låtar med Bruce Springsteen och The E Street Band.
När skivbolaget Concord Music Group köpte Fantasy Records år 2004 avslutades den drygt 30-åriga brytningen mellan Fogerty och hans tidigare skivbolag. De nya ägarna vidtog åtgärder för att återge Fogerty royalty-rättigheterna till Creedence Clearwater Revival-låtarna han fått avstå i mitten av 1970-talet. I september 2005 återvände han till Fantasy Records som utgav The Long Road Home, ett samlingsalbum med hits från hans Creedence-period och solokarriär. Två år senare släpptes studioalbumet Revival som 2009 följdes av The Blue Ridge Rangers Rides Again, en uppföljare till solodebuten The Blue Ridge Rangers.
Albumet Wrote a Song for Everyone gavs ut 2013, utöver två nyskrivna låtar innehållande nyinspelningar av tidigare utgivet material tillsammans med artister som Foo Fighters, My Morning Jacket, Bob Seger och Alan Jackson.

## Diskografi (solo)
Studioalbum
- 1973 – The Blue Ridge Rangers
- 1975 – John Fogerty
- 1976 – Hoodoo (ej utgiven)
- 1984 – Centerfield
- 1986 – Eye of the Zombie
- 1997 – Blue Moon Swamp
- 2004 – Deja Vu All Over Again
- 2007 – Revival
- 2009 – The Blue Ridge Rangers Rides Again
- 2013 – Wrote a Song for Everyone

Samlingsalbum
- 2005 – The Long Road Home

Livealbum
- 1998 – Premonition